# Giáo hoàng đối lập Fêlix V
Amadeus VIII (sinh ngày 4 tháng 9 năm 1383 tại Chambéry – mất ngày 07 tháng 1 năm 1451) là con trai của Amadeus VII, Bá tước của Savoy và Bonne của Berry. Ông mang họ Peaceful và là bá tước của Savoy từ 1391 đến 1416 và được Hoàng đế Sigismund nâng lên Công tước của Savoy vào 1416. Amadeus được bầu là giáo hoàng đối lập với tên gọi Felix V bởi công đồng Basel-Ferrara-Florence. Ông trị vì từ tháng 11 năm 1439 đến tháng 4 năm 1449.
Sau cái chết của cha mình trong 1391, mẹ ông giữ vai trò như một nhiếp chính bởi khi đó ông còn quá trẻ. Năm 1418, người anh em họ hàng xa của ông là Louis Savoy-Achaea, trưởng nam cuối cùng của nhánh cả Nhà Savoy qua đời mà không có người thừa kế nên Amadeus là trưởng nam thừa kế chung của nhà Savoy.
Ông gia tăng lãnh địa của mình, nỗ lực khuyến khích đàm phán để chấm dứt Chiến tranh Trăm Năm. Sau cái chết của vợ, ông đã rút khỏi vị trí bá tước của mình để trở thành một ẩn sĩ. Công đồng Basel đã bầu ông làm Giáo hoàng chống lại Eugene IV. Amadeus lấy tên hiệu là Felix V, được coi như một Giáo hoàng, trước khi từ bỏ ngai vị của mình để nhận lấy chiếc mũ Hồng y.
Ông kết hôn với Mary Burgundy (1380-1422), con gái của Philip Bold, Công tước xứ Burgundy và cháu gái của vua Pháp John II. Hai người đã có chín người con: Margaret Savoy (1405–1418), Anthony Savoy (1407), Anthony Savoy (1408), Margaret Savoy (1410–1479), Marie Savoy (1411–1469), Louis Savoy (1413–1465), Bonne Savoy (1415–1430) và Philip Savoy (1417–1444).